# منطقة فاتح بور
فاتح بور رمزها «FT» (بالإنجليزية: Fatehpur)‏ ، هو تقسيم إداري لدولة الهند تتبع ولاية أتر برديش (بالإنجليزية: Uttar  Pradesh)‏ ، مركزها هو مدينة فاتح بور (بالإنجليزية: Fatehpur)‏ عدد سكانها حسب تعداد سنة 2001 هو 2,305,847 ، مساحتها 4,152 كم² وكثافة السكان 555 لكل كم² .